# Irwin Shapiro
Pour les articles homonymes, voir Shapiro.
Irwin I. Shapiro, né à New York en 1929, est un astrophysicien américain spécialisé dans divers domaines touchant à la relativité générale, la géodésie et l'interférométrie radio. Il ne doit pas être confondu avec un autre spécialiste de relativité générale, Stuart L. Shapiro (en), auteur d'un livre célèbre sur les objets compacts.

## Biographie
Irwin Shapiro est né à New York. Il fait ses études à l'université Cornell avant d'obtenir son doctorat à l'université Harvard. Il rejoint par la suite le Laboratoire Lincoln du Massachusetts Institute of Technology en 1954, avant de devenir professeur en 1967. Il est par la suite nommé à l'université Harvard en 1982 où il devient directeur du Harvard-Smithsonian Center for Astrophysics (CfA) de 1982 à 2004. Il est remplacé par la suite par Charles R. Alcock.

## Centres d'intérêt et découvertes
Irwin Shapiro est surtout connu pour avoir découvert en 1964 l'effet Shapiro, un léger retard dans le temps de propagation de signaux prédit par la relativité générale lorsque ceux-ci voyagent dans un champ gravitationnel. L'effet peut être vu comme une modulation supplémentaire d'un signal périodique régulier émis par un objet de fabrication humaine ou un objet astrophysique (un pulsar), et est considéré comme le quatrième test classique de la relativité générale après les trois tests « historiques » prédits et observés du temps d'Albert Einstein (déviation de la lumière par un objet massif, précession du périastre des objets en orbite, et décalage vers le rouge d'origine gravitationnelle). La première mise en évidence de l'effet Shapiro fut réalisé à l'aide d'écho radars réfléchi par des planètes du système solaire, puis de façon bien plus précise par des sondes spatiales, les premières étant celles du programme Viking dédiées à l'exploration martienne.
Dans le domaine de l'étude des étoiles à neutrons, la mise en évidence de l'effet Shapiro (quand elle est possible) permet de contraindre la masse de ces objets quand ils forment un système binaire. C'est aussi un moyen de tester la relativité générale car la combinaison de l'effet Shapiro et des autres effets de relativité générale (appelés paramètres post-képlériens) donne un nombre de quantités observables supérieur au nombre de paramètres (la masse des deux objets du système) les déterminant.
Irwin Shapiro s'est également intéressé à d'autres tests de la relativité générale, notamment ceux relatifs au principe d'équivalence par l'intermédiaire de l'étude détaillée de l'évolution de la distance Terre-Lune déterminée par tirs laser.
Il s'est également intéressé à divers aspects des phénomènes de lentille gravitationnelle et notamment à la détermination de la valeur de la constante de Hubble à partir de l'analyse des temps d'arrivée des signaux reçu par des images multiples de quasars lointains, méthode qui dans le courant des années 1980 était considéré comme prometteuse. Une telle configuration est offerte par QSO B2237+030, dont il fut le codécouvreur en 1985.
Dans le domaine de la géodésie, il a participé à l'analyse des données d'interférométrie radio pour contraindre certains paramètres terrestres, notamment la nutation et ses implications sur la structure de la limite entre le noyau et le manteau terrestres, travaux qui lui valurent deux distinctions scientifiques, la Prix Brouwer (en) et la Médaille Charles A. Whitten (en).

## Distinctions
Irwin Shapiro a été honoré de plusieurs prix scientifiques :
- 1983 : prix Dannie-Heineman d'astrophysique
- 1987 : Brouwer Award
- 1991 : médaille Charles A. Whitten
- 1993 : médaille William-Bowie
- 1994 : médaille Albert-Einstein
- 1997 : prix Gerard-P.-Kuiper